# Copa de les Ciutats en Fires 1960-61
La Copa de les Ciutats en Fires 1960-61 fou la tercera edició de la Copa de les Ciutats en Fires, i es disputà per primer cop en una única temporada, la 1960-61. El Birmingham City arribà de nou a la final, però aquest cop fou derrotat per la Roma. Un cop més, moltes de les ciutats enviaren seleccions representatives.

## Primera Ronda
| Equip 1              | Global   | Equip 2         | Anada | Tornada |
| -------------------- | -------- | --------------- | ----- | ------- |
| Internazionale       | 14–3     | Hannover        | 8–2   | 6–1     |
| Leipzig XI           | 6–6¹     | Belgrad XI      | 5–2   | 1–4     |
| KB                   | 11–4     | Basilea XI      | 8–1   | 3–3     |
| Birmingham City      | 5–3      | Újpesti Dózsa   | 3–2   | 2–1     |
| Zagreb XI            | 4–5      | Barcelona       | 1–1   | 3–4     |
| Hibernian            | (aband.) | Lausanne Sports | –     | –       |
| Lyon                 | 3–4      | Colònia XI      | 1–3   | 2–1     |
| Union Saint-Gilloise | 1–4      | Roma            | 0–0   | 1–4     |

¹ Belgrad XI progressà a quarts de final en derrotar el Leipzig XI per 2–0 en el partit de desempat.

## Quarts de final
| Equip 1        | Global | Equip 2         | Anada | Tornada |
| -------------- | ------ | --------------- | ----- | ------- |
| Internazionale | 5–1    | Belgrad XI      | 5–0   | 0–1     |
| KB             | 4–9    | Birmingham City | 4–4   | 0–5     |
| Barcelona      | 6–7    | Hibernian       | 4–4   | 2–3     |
| Colònia XI     | 2–2¹   | Roma            | 0–2   | 2–0     |

¹ Roma avançà a semifinals després de derrotar el Colònia XI per 4–1 en el partit de desempat.

## Semifinals
| Equip 1        | Global | Equip 2         | Anada | Tornada |
| -------------- | ------ | --------------- | ----- | ------- |
| Internazionale | 2–4    | Birmingham City | 1–2   | 1–2     |
| Hibernian      | 5–5¹   | Roma            | 2–2   | 3–3     |

¹ Roma avançà a la final després de derrotar el Hibernian per 6–0 en el partit de desempat.

## Final
| Equip 1         | Global | Equip 2 | Anada | Tornada |
| --------------- | ------ | ------- | ----- | ------- |
| Birmingham City | 2-4    | Roma    | 2–2   | 0-2     |

| Campió de la Copa de les Ciutats en Fires 1960-61 |
| ------------------------------------------------- |
| AS Roma Primer títol                              |